# Silchester
Silchester is een civil parish in het bestuurlijke gebied Basingstoke and Deane, in het Engelse graafschap Hampshire. In Silchester zijn de resten gevonden van Calleva Atrebatum, de hoofdplaats van de Keltische stam de Atrebates, een Keltische stam die zowel met als tegen Julius Caesar heeft gevochten.